# Die Hard
Die Hard (i Finland: Med dödlig påföljd) är en amerikansk actionfilm från 1988, regisserad av John McTiernan, med Bruce Willis och Alan Rickman i huvudrollerna.

## Handling
John McClane är polis i New York. När han under julhelgen reser till Los Angeles för att återförenas med sin fru Holly som flyttat dit för arbetets skull, besöker han hennes arbetsplats Nakatomi Corporation, belägen i en skyskrapa, där hon anordnar en julfest.
Byggnaden intas av den tyska terroristen Hans Gruber (Alan Rickman) och hans tolv kamrater, bestående av bland annat hans brutala bödel Karl (Alexander Godunov). Det ingen vet är att terrorattacken egentligen är ett rån, eftersom Gruber och hans män egentligen är ute efter de 640 miljoner dollar i värdepapper som förvaras i Nakatomis valv.
Med sin fru som en i gisslan bestämmer sig McClane att försöka sätta stopp för det som pågår.

## Rollista (i urval)
| Bruce Willis          | – John McClane            |
| Alan Rickman          | – Hans Gruber             |
| Alexander Godunov     | – Karl Vreski             |
| Bonnie Bedelia        | – Holly Gennaro-McClane   |
| Reginald VelJohnson   | – Sgt. Al Powell          |
| William Atherton      | – Richard Thornburg       |
| Paul Gleason          | – Dwayne T. Robinson      |
| Hart Bochner          | – Harry Ellis             |
| James Shigeta         | – Joseph Yoshinobu Takagi |
| Bruno Doyon           | – Franco                  |
| Andreas Wisniewski    | – Tony Vreski             |
| Clarence Gilyard, Jr. | – Theo                    |
| De'voreaux White      | – Argyle                  |
| Dennis Hayden         | – Eddie                   |
| Gerard Bonn           | – Kristoff                |
| Al Leong              | – Uli                     |
| Hans Buhringer        | – Fritz                   |
| Wilhelm von Homburg   | – James                   |
| Joey Plewa            | – Alexander               |
| Lorenzo Caccialanza   | – Marco                   |
| Gary Roberts          | – Heinrich                |
| Robert Davi           | – Big Johnson             |
| Grand L. Bush         | – Little Johnson          |
| Taylor Fry            | – Lucy McClane            |
| Noah Land             | – John McClane Jr.        |

## Om filmen

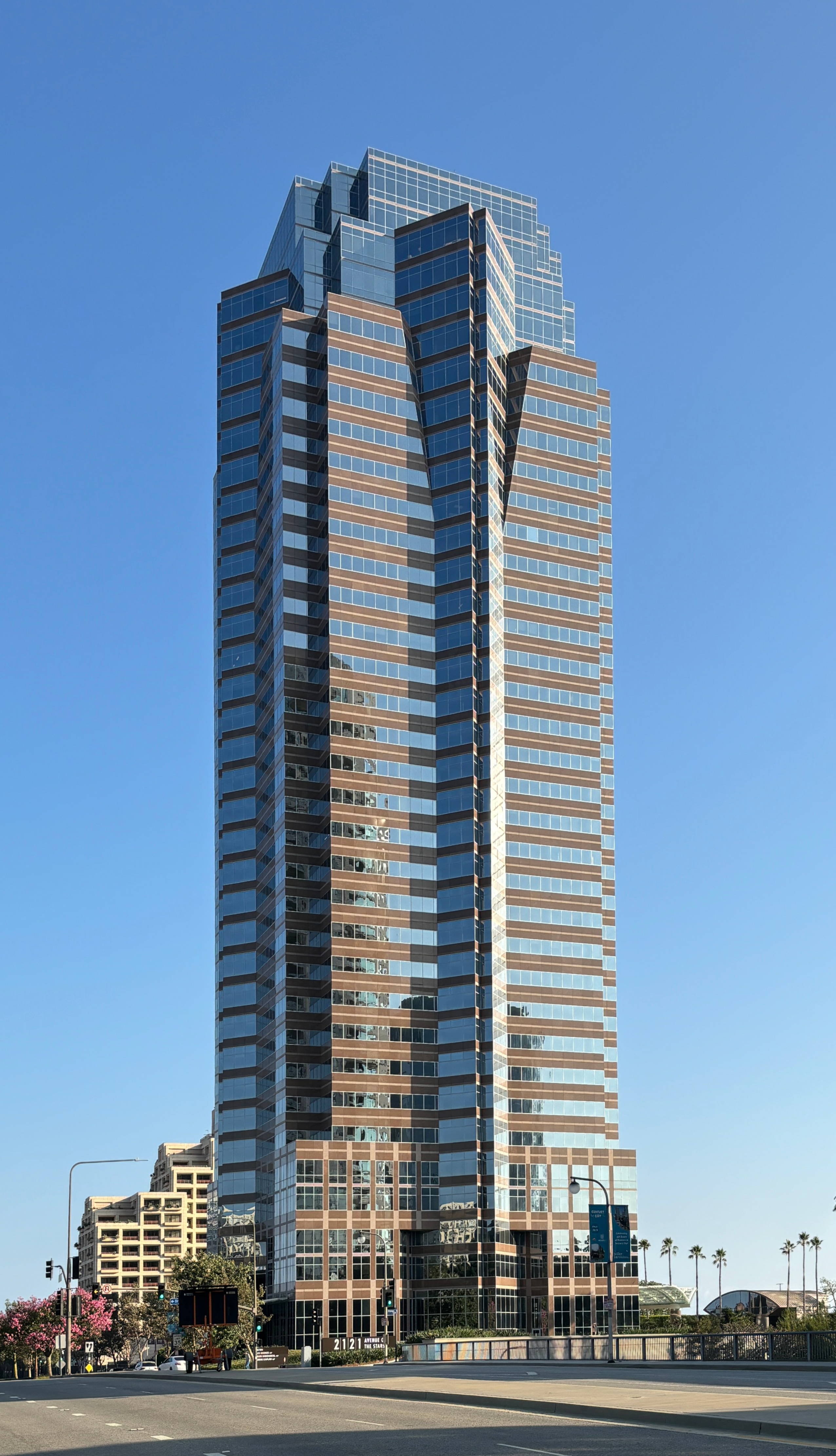
Fox Plaza i Los Angeles förekommer i filmen som Nakatomi Plaza, där större delen av filmen utspelar sig.

Filmen bygger på boken Nothing Lasts Forever av Roderick Thorpe, som är en uppföljare till boken The Detective som filmatiserades med Frank Sinatra i huvudrollen. När Die Hard först var på gång att göras, var Sinatra förstahandsval för huvudrollen. Bruce Willis var vid tillfället inte känd som actionhjälte utan från den romantiska TV-serien Par i brott, där han spelade en oansvarig och lekfull privatdetektiv. Många tvivlade därför på honom i huvudrollen, och de första affischerna har inte hans ansikte utan bara en skyskrapa.
Termen "Die Hard" betyder ungefär "Slåss till sista andetaget". Byggnaden som filmen utspelar sig i heter i verkligheten Fox Plaza, men i filmen heter den Nakatomi Plaza.
Filmen hade Sverigepremiär den 30 september 1988.

## Uppföljare
Filmen har hittills fått fyra uppföljare, Die Hard 2 (1990), Die Hard – Hämningslöst (1995) och Die Hard 4.0 (2007). Den femte filmen i serien, A Good Day to Die Hard, hade premiär i USA februari 2013.

## Nomineringar
| År   | Pris   | Resultat  | Kategori              |
| ---- | ------ | --------- | --------------------- |
| 1989 | Oscars | Nominerad | Bästa ljudredigering  |
| 1989 | Oscars | Nominerad | Bästa ljud            |
| 1989 | Oscars | Nominerad | Bästa klippning       |
| 1989 | Oscars | Nominerad | Bästa specialeffekter |